# تونی رابرت-فلوری
تونی رابرت-فلوری (انگلیسی: Tony Robert-Fleury؛ ۱ سپتامبر ۱۸۳۷ – ۸ دسامبر ۱۹۱۱ (۷۴ ساله)) نقاش معروف اهل فرانسه بود که عمده شهرت وی بخاطر تقاشی های مربوط به حوادث تاریخی است او همچنین استاد بزرگی در عرصه هنر بوده و شاگردان مطرحی را پرورش داده است.
وی همچنین برندهٔ جوایزی همچون لژیون دونور (فرمانده)، مدال طلا، و لژیون دونور (شوالیه) شده‌است.

## زندگینامه
وی در خارج از پاریس به دنیا آمد و نزد پدرش جوزف نیکولاس رابرت-فلوری و نزد پاول دلاروش و لئون کونیت در مدرسه هنرهای زیبا (دانشکده هنرهای زیبا) پاریس تحصیل کرد.
اولین طراحی او در پاریس در سال ۱۸۶۶ و مربوط به وقایع ۸ آوریل ۱۸۶۱ در ورشو و سرکوب شورش توسط روس ها بود 
در سال ۱۸۷۰ نقاشی معروف آخرین روز کورنت را نقاشی کرد که مربوط به آخرین روز شهر باستانی کورنت قبل از غارت آن توسط رومیان است این نقاشی را موزه لوکزامبورگ خریداری کرد نقاشی معروف بعدی او مربوط به سال ۱۸۷۱ است که که پدر مشهور روانپزشکی مدرن را در میان مجانین به تصویر می کشد. فیلیپ پینل در سال ۱۷۹۵ به عنوان پزشک اصلی تیمارستان انتخاب شده بود و اقدامات خیرخواهانه و منطقی را نیز انجام داده بود.رابرت-فلوری سالها به عنوان استاد در آکادمی ژولیان در پاریس تدریس کرد. در سال 1908 وی به عنوان رئیس بنیاد تیلور انتخاب شد ، این سمت را تا پایان عمر بر عهده داشت. وی شهرت زیادی کسب کرد و به دلیل ساخته های تاریخی ، پرتره ها و صحنه هایش شناخته شده است

## تصاویر

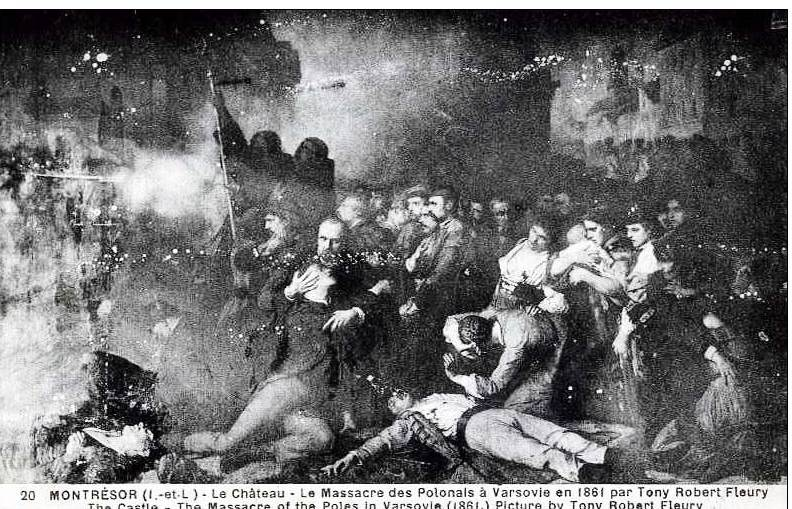
'ورشو ، صحنه قیام لهستان
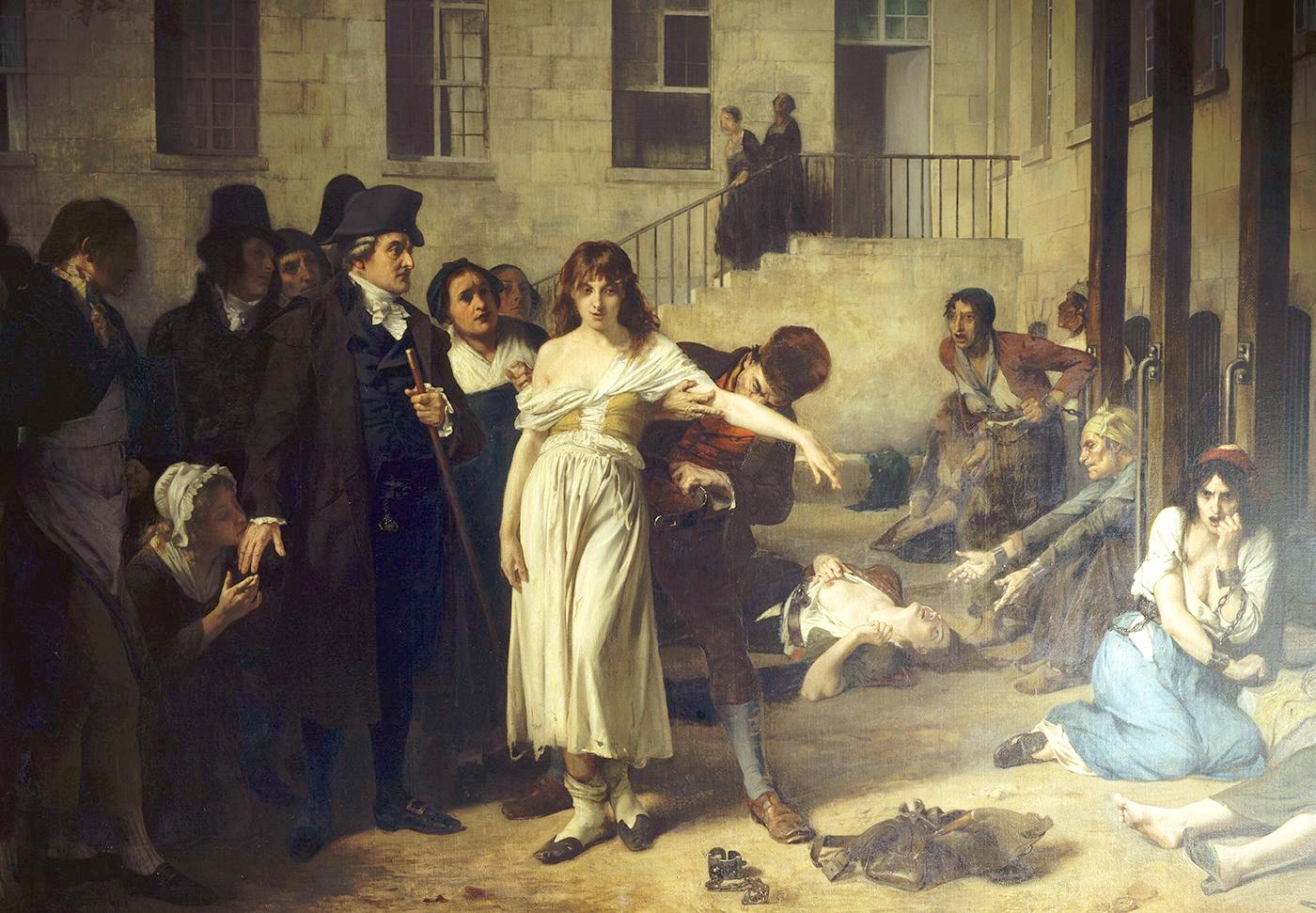
'. پینل در سالپتیرر. پینل دستور بازکردن زنجیرها را از بیماران در تیمارستان پاریس برای زنان دیوانه صادر می کند.
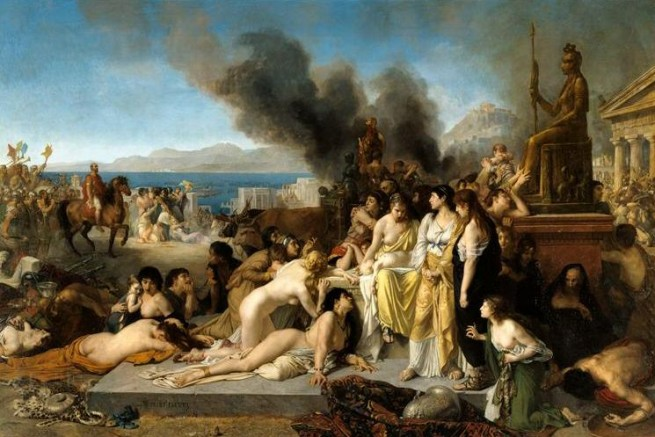
آخرین روز کورنت, 1870